# Blepharita vartianorum
Blepharita vartianorum là một loài bướm đêm trong họ Noctuidae.